# Leptogium caperatum
Leptogium caperatum är en lavart som beskrevs av P. M. Jørg. & Wallace. Leptogium caperatum ingår i släktet Leptogium och familjen Collemataceae.   Inga underarter finns listade i Catalogue of Life.